# Saproscincus oriarus
Espèce
Saproscincus oriarus est une espèce de sauriens de la famille des Scincidae.

## Répartition
Cette espèce est endémique des régions côtières du Nord de la Nouvelle-Galles du Sud en Australie.

## Description
C'est un saurien ovipare.

## Publication originale
- Sadlier, 1998 : Saproscincus oriarus, a new scincid lizard (Lacertila: Scincidae) from the north coast of New South Wales. Memoirs of the Queensland Museum, vol. 42, p. 579–583.